# Лопуд
Ло́пуд (хорв. Lopud) — остров в хорватской части Адриатического моря, один из Элафитских островов, второй по величине остров архипелага. Относится к Дубровницко-Неретванской жупании Хорватии. Находится в пяти километрах к северо-западу от порта Дубровника.

## География
Площадь острова — 4,38 км², длина береговой линии 14,63 км. Наивысшая точка — гора Полачица, 216 м. В западной части острова находится одноимённое поселение.

## Растительность
На острове, как и на других островах группы произрастают густые леса с преобладанием алеппской сосны, пинии, маквиса. На острове также растут пальмы, оливковые и лавровые деревья.

## История
Археологические находки на острове говорят о том, что остров был населён в течение тысяч лет. На острове сохранились остатки древних греческих, римских и славянских сооружений. На месте нынешней башни Шпаньола были обнаружены фрагменты иллирийской керамики. До настоящего времени сохранились множество топонимов греческого и латинского происхождения. На Лопуде сохранились остатки хорватского поселения IX века.
В 1457 году Лопуд стал одним из центров Дубровницкой республики. В это время на острове проживало более тысячи человек, экономика острова стабильно росла. Судовладельцы Лопуда владели верфями и флотом из 80 судов.
На острове находится парк, ранее бывший садом на вилле, в котором с XIX века произрастают тропические растения со всего мира: бамбук, кактусы и другие.
На Лопуде находится 24 церкви и францисканский монастырь.

## Население
В 2001 году на острове проживало 269 жителей, главным образом хорваты, католики. В таблице представлена численность населения острова Лопуд с 1857 по 2001 год.
| Год       | 1857 | 1869 | 1880 | 1890 | 1900 | 1910 | 1921 | 1931 | 1948 | 1953 | 1961 | 1971 | 1981 | 1991 | 2001 |
| Население | 494  | 444  | 464  | 358  | 358  | 342  | 341  | 410  | 387  | 422  | 416  | 399  | 377  | 348  | 269  |

Согласно переписи населения 2011 года численность населения острова составляла 257 человек.
Согласно переписи населения 2021 года численность населения острова составляла 278 человек